# Neodoxomysis littoralis
Neodoxomysis littoralis är en kräftdjursart som först beskrevs av W. M. Tattersall 1922.  Neodoxomysis littoralis ingår i släktet Neodoxomysis och familjen Mysidae. Inga underarter finns listade i Catalogue of Life.